# Bargen (Bern)
Bargen (Bern) is een gemeente in het district Seeland van het Zwitserse kanton Bern. De gemeente telt 1.001 inwoners.